# Sergio Milia
Sergio Milia (Sassari, 23 gennaio 1960) è un politico e cestista italiano.

## Biografia
Ex giocatore di basket della Dinamo Sassari nel ruolo di play-maker, è il figlio dell'ex deputato e consigliere regionale, nonché presidente per 33 anni di tale Polisportiva, l'avvocato Dino Milia.
Già esponente di Forza Italia; alle elezioni regionali in Sardegna del 1999 viene eletto consigliere in provincia di Sassari, venendo poi riconfermato alle regionali del 2004. Aderisce in seguito all'Unione di Centro di Pier Ferdinando Casini.
Alle elezioni politiche del 2008 è candidato alla Camera dei Deputati, nella circoscrizione Sardegna, nelle liste dell'Unione di Centro (in seconda posizione), risultando il primo dei non eletti.
Alle elezioni regionali in Sardegna del 15 e 16 febbraio 2009 viene rieletto consigliere nelle liste dell'Unione di Centro in provincia di Sassari.
Il 12 maggio 2009, in seguito alle dimissioni di Giorgio Oppi dalla carica di parlamentare, diventa deputato della XVI Legislatura. Poche settimane dopo decide però di rimanere consigliere regionale e il 9 giugno 2009 si dimette da deputato, venendo sostituito da Antonio Mereu.
Dal 2010 al 2014 è anche stato assessore regionale alla Pubblica Istruzione, Beni Culturali, Informazione, Spettacolo e Sport.
Alle elezioni politiche del 2013 è ricandidato alla Camera dei Deputati nelle liste dell'Unione di Centro (in seconda posizione), non venendo tuttavia rieletto.